# Zen cart
A Zen Cart e-kereskedelmi menedzsmentrendszer. PHP-bázisra épülő, MySQL adatbázist használó és HTML-összetevőket is használó nyílt forráskódú programrendszer. Ez egy nyílt szoftver, a GNU General Public License alatt. Több nyelvet és pénznemet támogat.
A Zen Cart különálló projektként az osCommerce-ből vált ki. Néhány modulja kísértetiesen hasonlít hozzá. Esztétikájában módosult, könnyen cserélhető sablonrendszerrel rendelkezik, új benne a ajándékkupon készítő és utalvány modul. A szállítás letöltéssel bővült.
A Zen Cart Webáruház csomagját célorientált koncepciók alapján állította össze. Tartalmazza nemcsak az elinduláshoz szükséges alapvető elvárásokat, hanem már a középtávú értékesítés elemeit is magában foglalja. A programkódok és modulok, melyeket alkalmaznak, jól kiforrott több éves globális fejlesztések és marketing tapasztalatok eredményei.
2007. augusztus 12-én a Zen Cart projekt bejelentette, hogy a szoftver jövőbeli verzióiban áttér a PHP 5.2-re.

## Jellemzők
A Zen Cart könnyedén üzembehelyezhető. Kevés alapbeállítást igényel. (Adatbázisnév, hostcím, boltadatok.) A szoftver jól teljesíti célját, bár jótállás nincs. Adminisztrációs felületen jól kezelhető. (Termék, árazás, szállító, hírlevelek, eladások, stb.) Több féle fizetési mód mellett a PayPal is lehetséges. Fizetős modulban létezik a bankkártya elfogadás is.
A Zen Cart fő jellemzői közül néhány:
- többnyelvű támogatás
- széles körű vevőtámogatás
- korlátlan mélységű kategorizálás
- több szempontú akció és engedmény
- XHTML 1.0 sablonszisztéma
- extra lapok
- bannermenedzser
- többféle fizetési mód
- többféle szállítási lehetőség
- hírlevélküldés
- phpBB fórum beépíthető

Bár a Zen Cart a módosított sablonrendszerrel javította a bolti menedzsmentet és adminisztrációt, új sablon kialakítása még mindig nehézkes. A testreszabásért az alapfájlokat gyakran szükséges szerkeszteni. (Nem igazán moduláris szerkezet).

## Lásd még
- osCommerce
- Zeuscart
- OpenCart
- PrestaShop
- Magento

## Külső hivatkozások
- Demó és oktató videó (angol, francia, spanyol)